# Olschewien
Das Olschewien ist eine Sonderform des Aurignacien (33.000–26.000 Jahre v. Chr.). Es ist nach dem Olschewa-Massiv mit der fundreichen, auf 1700 m liegenden Höhle Potočka zijavka in den Ostkarawanken in Slowenien benannt. Da sich das Fundinventar von anderen Stationen des Aurignacien in einigen Details unterschied, sah Josef Bayer 1929 in dem Fundort eine Sonderform, die er Olschewakultur nannte. Sie galt als chronologisch jüngstes Element des „Alpinen Paläolithikums“. Einige Stücke weisen typische Merkmale des älteren mittelpaläolithischen Technokomplexes des Moustérien auf.

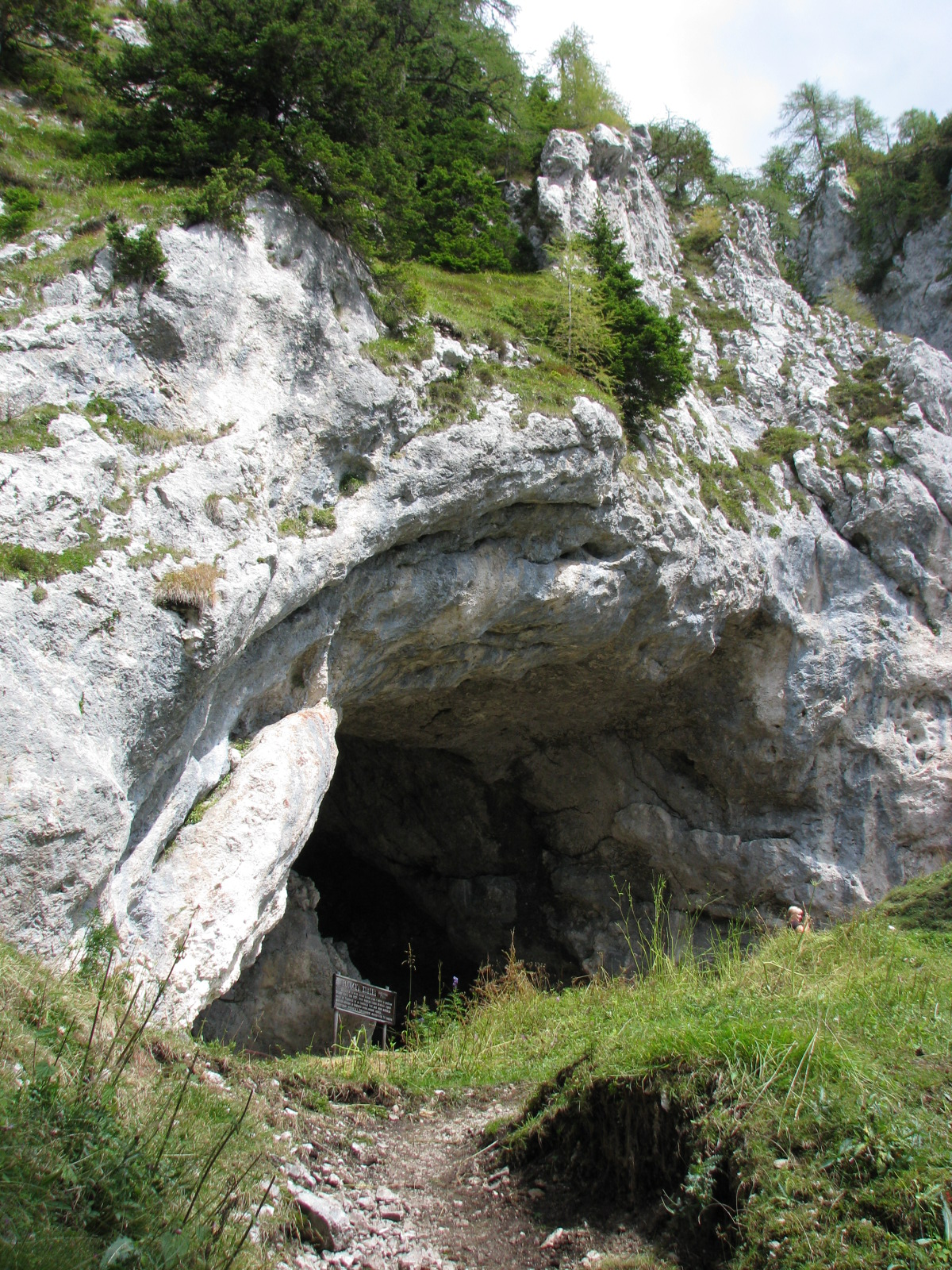
Potočka zijalka

Nr. 12: Olschewien

Die Olschewa-Gruppe hinterließ fast ausschließlich Spuren in höher gelegenen Höhlen, wohin sie nur im günstigeren Abschnitt der Würm-Eiszeit vordringen konnte. Heute wird angenommen, dass es sich nicht um eine selbstständige Kulturgruppe handelt, sondern um saisonale Jagdgruppen, von denen nur wenige Steinwerkzeuge und etwa 130 Knochenspitzen (Lautscher Spitzen) gefunden wurden. Aus der durch die neuen Grabungen bekannten Zeitstellung muss geschlossen werden, dass die Knochenartefakte in der Höhle zur gleichen Zeit hergestellt wurden wie in der 150 km entfernten Neandertaler-Fundstelle in der Vindija-Höhle in Nordkroatien. Die Potočka-Höhle gilt als die mit Abstand artefaktreichste Höhle der Alpen. Zur Lösung der grundlegenden Frage der Kulturzugehörigkeit und Datierung ist von Bedeutung, dass die Mokriska-jama-Höhle mit der Potočka zijalka in hohem Grad übereinstimmt. In beiden fällt das Erscheinen durchlochter Knochen auf. Desgleichen ist die protolithische Knochenindustrie in beiden Höhlen durch zahlreiche und typische Exemplare vertreten.